# Roberto Alagna
Roberto Alagna, * francoski tenorist, * 7. junij 1963, Clichy-sous-Bois, Seine-Saint-Denis, Francija.
Alagnovi predniki izhajajo iz Sicilije. Je eden največjih opernih tenoristov v svetovnem merilu. Poročen je z vrhunsko romunsko sopranistko Angelo Gheorghiu.